# La Janine (caseyeur)
Pour les articles homonymes, voir Janine.
La Janine est un caseyeur-langoustier à vivier ouvert, construit en 1955 au chantier naval Corentin Keraudren de Camaret-sur-Mer. Son premier propriétaire n’était autre que André Menesguen, qui l’avait appelé ainsi pour sa femme.
Il est racheté, pour sa sauvegarde et sa restauration, par l'association Les Bateaux d'Ulysse en 2004.
Il a le label BIP (Bateau d'intérêt patrimonial)de la Fondation du patrimoine maritime et fluvial depuis 2007.
Son immatriculation ancienne est CM 231634 (quartier maritime de Camaret-sur-Mer). 
La Janine fait l'objet d'un classement au titre des monuments historiques depuis le 18 mars 2010.

## Histoire
Ce caseyeur a été mis en chantier en 1955 et lancé en décembre 1956. Il servit à la pêche à la langouste au large du Portugal et du Maroc. Il fut le dernier des langoustiers à vivier ouvert, issus du chantier de Camaret, à être en activité.
Après la faillite de son dernier propriétaire, La Janine fut abandonnée en 2003 et subit une dégradation rapide. L'association Les Bateaux d'Ulysse qui l'a acquise met aujourd'hui tout en œuvre pour le remettre en état de naviguer. 
Elle est restée près de 5 ans sur le slipway de Camaret-sur-Mer. En 2011, le chantier Tanguy de Douarnenez reprend le projet. L'épave est remorquée par la vedette SNSM SNS 153 Penn Sardin jusqu'au chantier de Douarnenez et remise à sec sur le quai en attendant la suite des travaux.